# Кастеллеоне-ді-Суаза
Кастеллеоне-ді-Суаза (італ. Castelleone di Suasa) — муніципалітет в Італії, у регіоні Марке,  провінція Анкона.
Кастеллеоне-ді-Суаза розташоване на відстані близько 195 км на північ від Рима, 45 км на захід від Анкони.
Населення — 1552 осіб (2022).
Щорічний фестиваль відбувається 29 квітня. Покровитель — святий Петро martire.

## Демографія
Населення за роками:

Станом на 1 січня 2023 року в муніципалітеті офіційно проживало 138 іноземців з 21 країни, серед них 25 громадян країн Євросоюзу та 1 громадянин України.

## Сусідні муніципалітети
- Арчевія
- Барбара
- Коринальдо
- Остра-Ветере
- Сан-Лоренцо-ін-Кампо